# Monument à la République
Das Monument à la République (deutsch Denkmal der Republik), auch Statue de la République genannt, ist eine Zusammenstellung von Statuen, das Werk von Léopold Morice. Es wurde 1883 auf dem Place de la République in Paris, Frankreich, eingeweiht und stellt eine Allegorie der Republik dar.

## Beschreibung des Denkmals

### Allgemeines
Das Denkmal steht im Zentrum der Place de la République, genau am Schnittpunkt des 3., 10. und 11. Arrondissement, ungefähr in der Verlängerung der Rue du Temple (im Südwesten) und der Rue du Faubourg du Temple (im Nordosten).
Das Werk ist eine Allegorie der Republik gedacht. Die Bronzestatue ist 9,5 m hoch und steht auf einem 15,5 m hohen Steinsockel mit einem Durchmesser von etwa 13 m. Auf dem Sockel befinden sich drei Steinstatuen: Allegorien der Liberté, Égalité und Fraternité. Unter diesen Statuen sind rund um den Sockel zwölf Hochreliefs aus Bronze angebracht, die bedeutende Ereignisse in der Französischen Republik darstellen. Am Fuße der Statue, auf ein paar Stufen, steht eine bronzene Löwenstatue, die das allgemeine Wahlrecht symbolisiert.
Am Fuße des Denkmals wurde 2013 ein Springbrunnen von etwa 1 m Breite hinzugefügt.

### Statue der Republik

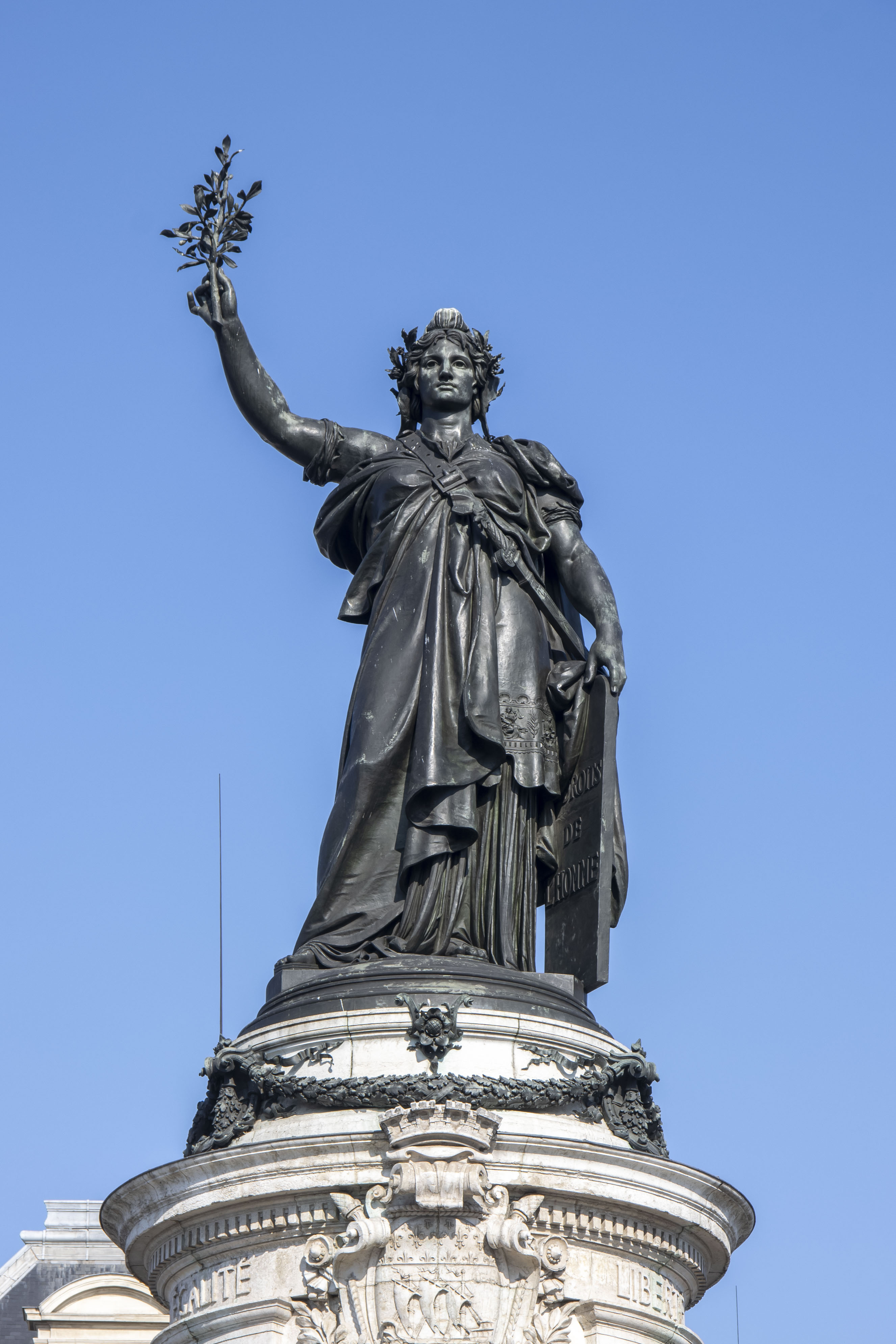
Die Statue der Marianne.

Die Spitze des Sockels wird von einer 9,5 m hohen Bronzestatue eingenommen: das Symbol der Republik, die Marianne. Sie wird stehend dargestellt, trägt eine Toga und ist mit einem Wehrgehänge umgürtet, an dem ein Schwert befestigt ist. Sie trägt sowohl die phrygische Mütze, Symbol der Freiheit, als auch eine Pflanzenkrone.
In der rechten Hand trägt die Statue einen Olivenzweig, ein Symbol des Friedens. Die linke Hand ruht auf einer Tafel mit der Aufschrift «Droits de l'Homme».
Alle Bronzegüsse wurden 1883 von der Kunstgießerei Thiébaut Frères hergestellt.

### Sockel
Der Steinsockel, auf dem die Republik steht, ist 15,5 m hoch. Es ist das Werk des Architekten Charles Morice, Léopolds Bruder, und besteht aus zwei unterschiedlichen zylindrischen Teilen: einem unteren Teil, etwa 4 m hoch und breiter und einem oberen Teil, schmaler, aber höher. Diese Säule, die direkt als Sockel für die Republik dient, ist von den Füßen abwärts mit einer sie umgebenden Bronzegirlande mit dem Wappen von Paris und der Inschrift « À la gloire de la République Française - La ville de Paris - 1883 » geschmückt.
An die Säule sind die drei Steinstatuen angebaut, die jeweils eine Allegorie des Revolutionsmottos (Freiheit, Gleichheit, Brüderlichkeit) darstellt:
- Die Freiheit sitzt links von der Republik. In ihrer linken Hand trägt sie eine Fackel, während ihre rechte Hand auf ihrem Knie ruht und eine zerbrochene Kette hält.[4] Im Hintergrund ist eine Eiche als Relief in die Säule eingraviert.
- Die Gleichheit sitzt rechts und hält in der rechten Hand die Fahne der Republik. Die Fahnenstange ist mit den Initialen „R.F.“ gekennzeichnet. In der linken Hand hält sie eine Zimmermannswaage, Symbol der Gleichheit.
- Die Brüderlichkeit wird durch eine Frau dargestellt, die ihren wohlwollenden Blick auf zwei Kinder richtet, die ein Buch lesen, Allegorien des Wissens. Eine Garbe Weizen und ein Blumenstrauß rufen Fülle hervor.

Zwischen La Liberté und La Fraternité befinden sich zwei Medaillons mit der Aufschrift „Labor“ (Arbeit) und „Pax“ (Frieden), die mit Fasces verziert sind.

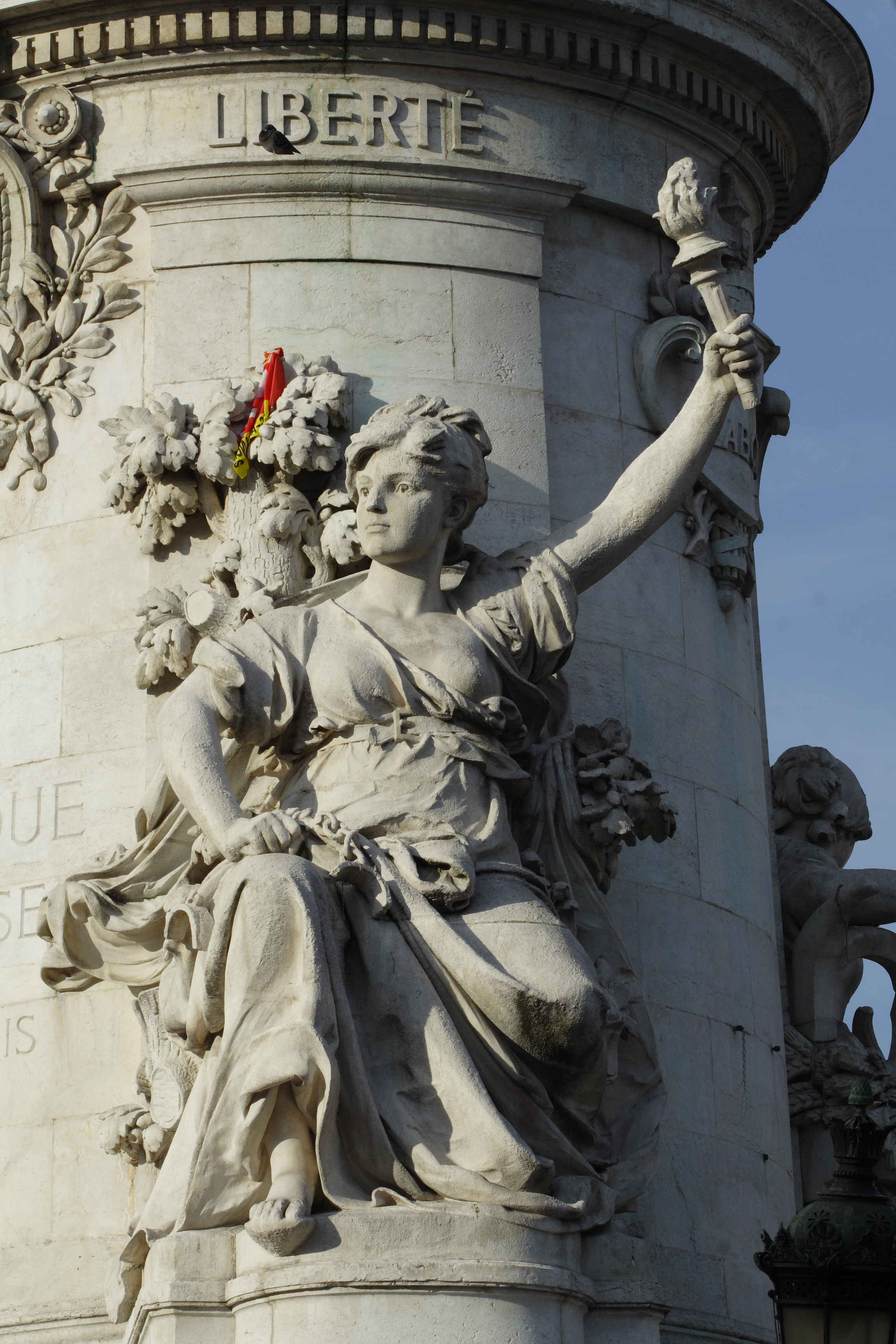
La Liberté
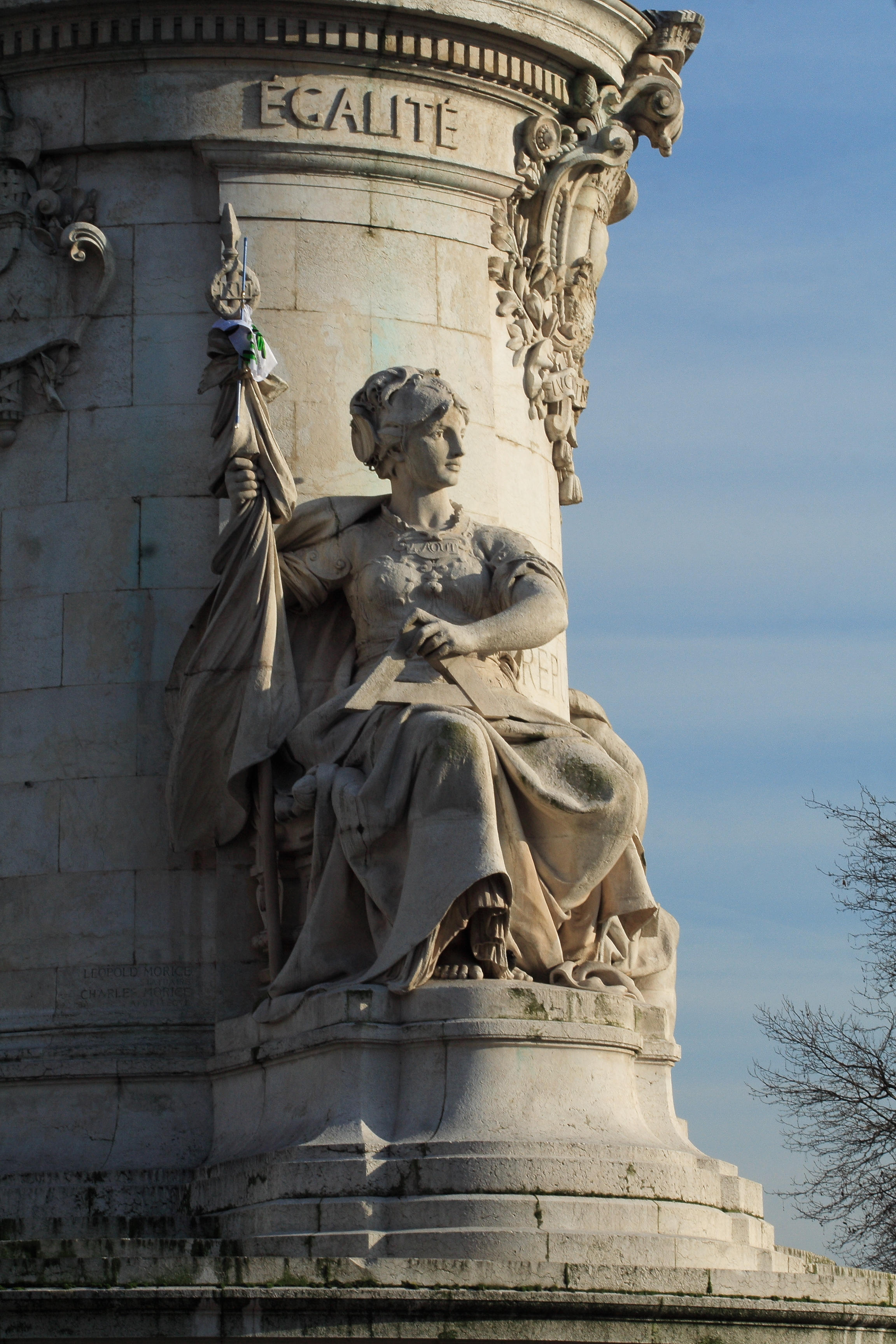
L'Égalité
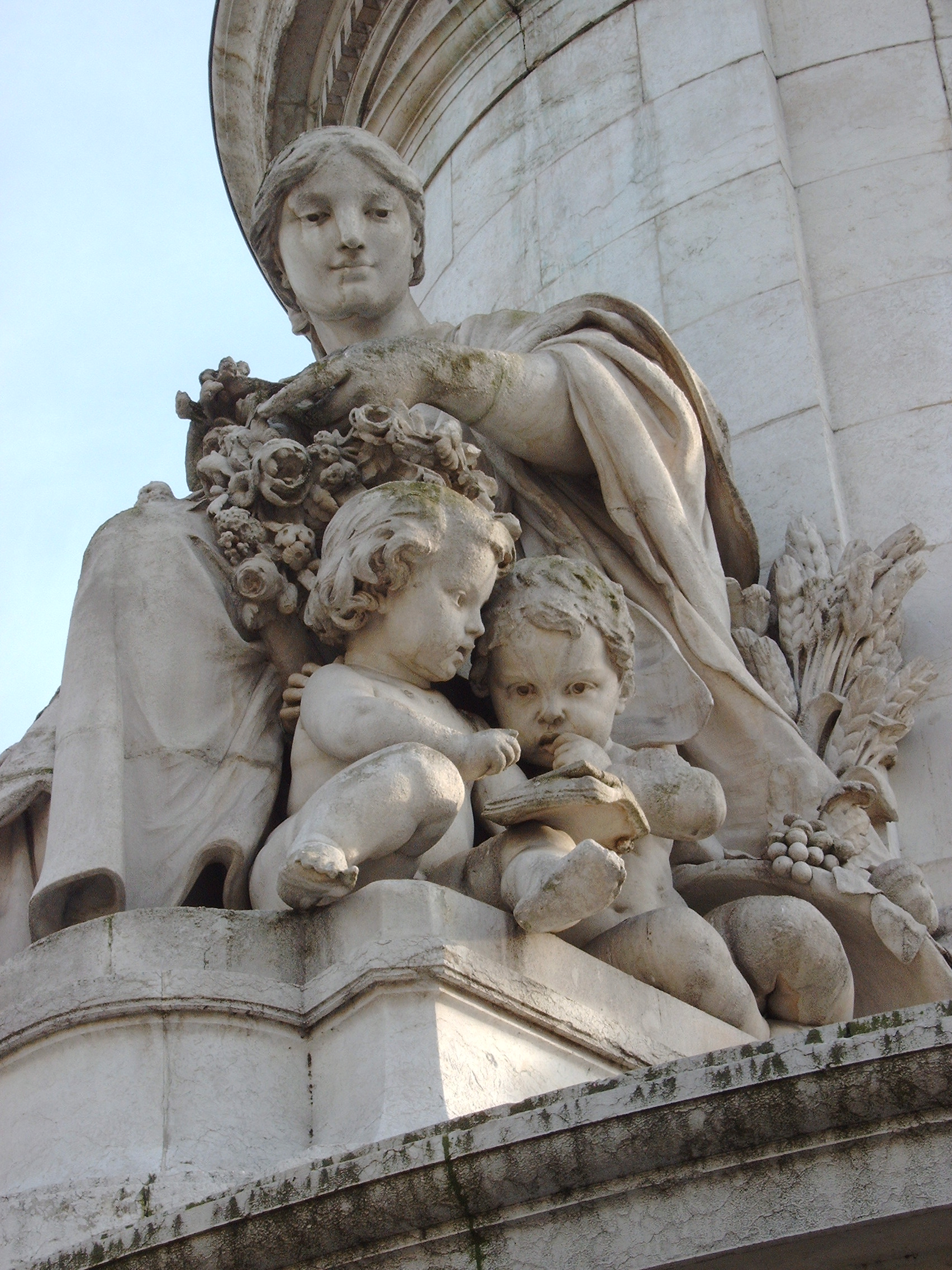
La Fraternité

### Hochreliefs
Der Steinsockel ist von zwölf bronzenen Hochreliefs umgeben, die durch Rosetten verbunden und auf Augenhöhe der Passanten angeordnet sind. Sie stellen eine Chronologie der Ereignisse dar, die die Geschichte der Französischen Republik zwischen 1789 und 1880 prägten:

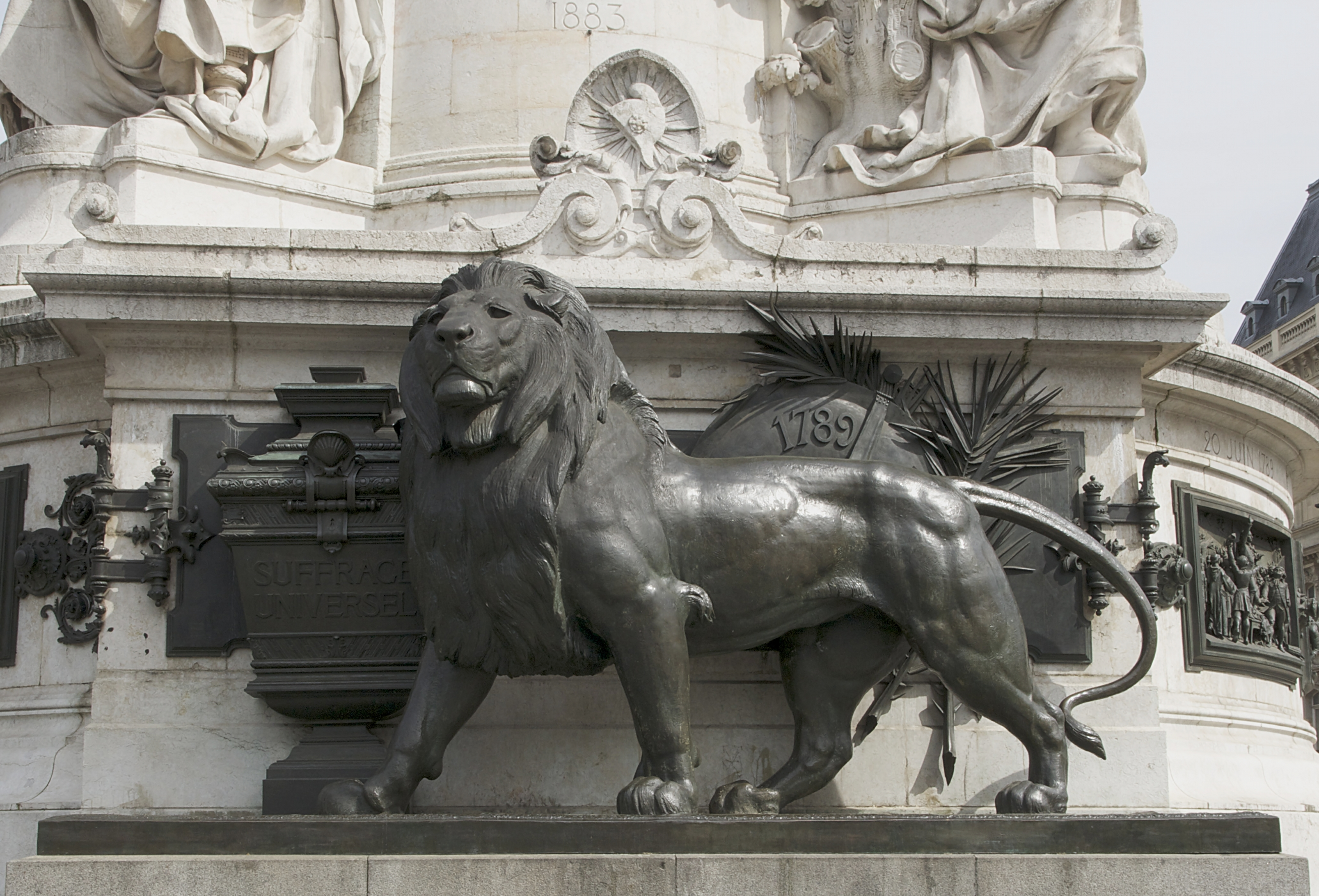
Le Lion

| Bild | Datum              | Ereignis                                                      |
| ---- | ------------------ | ------------------------------------------------------------- |
|      | 20. Juni 1789      | Ballhausschwur                                                |
|      | 14. Juli 1789      | Sturm auf die Bastille                                        |
|      | 4. August 1789     | Nacht des 4. August 1789                                      |
|      | 14. Juli 1790      | Föderationsfest                                               |
|      | 11. Juli 1792      | Proclamation de « la Patrie en danger »                       |
|      | 20. September 1792 | Kanonade von Valmy                                            |
|      | 21. September 1792 | Proklamation der Abschaffung des Königtums                    |
|      | 1. Juni 1794       | Seeschlacht am 13. Prairial                                   |
|      | 29. Juli 1830      | Julirevolution von 1830                                       |
|      | 4. März 1848       | Einführung des allgemeinen Wahlrechts für Männer              |
|      | 4. Sept. 1870      | Proklamation der Französischen Republik vom 4. September 1870 |
|      | 14. Juli 1880      | Erster Nationalfeiertag                                       |

### Löwe
Auf Bodenhöhe beschützt ein 3 m hoher Bronzelöwe mit seiner Stärke das allgemeine Wahlrecht (damals nur als Männerwahlrecht verstanden), das durch eine Wahlurne aus Bronze dargestellt ist.

## Geschichte

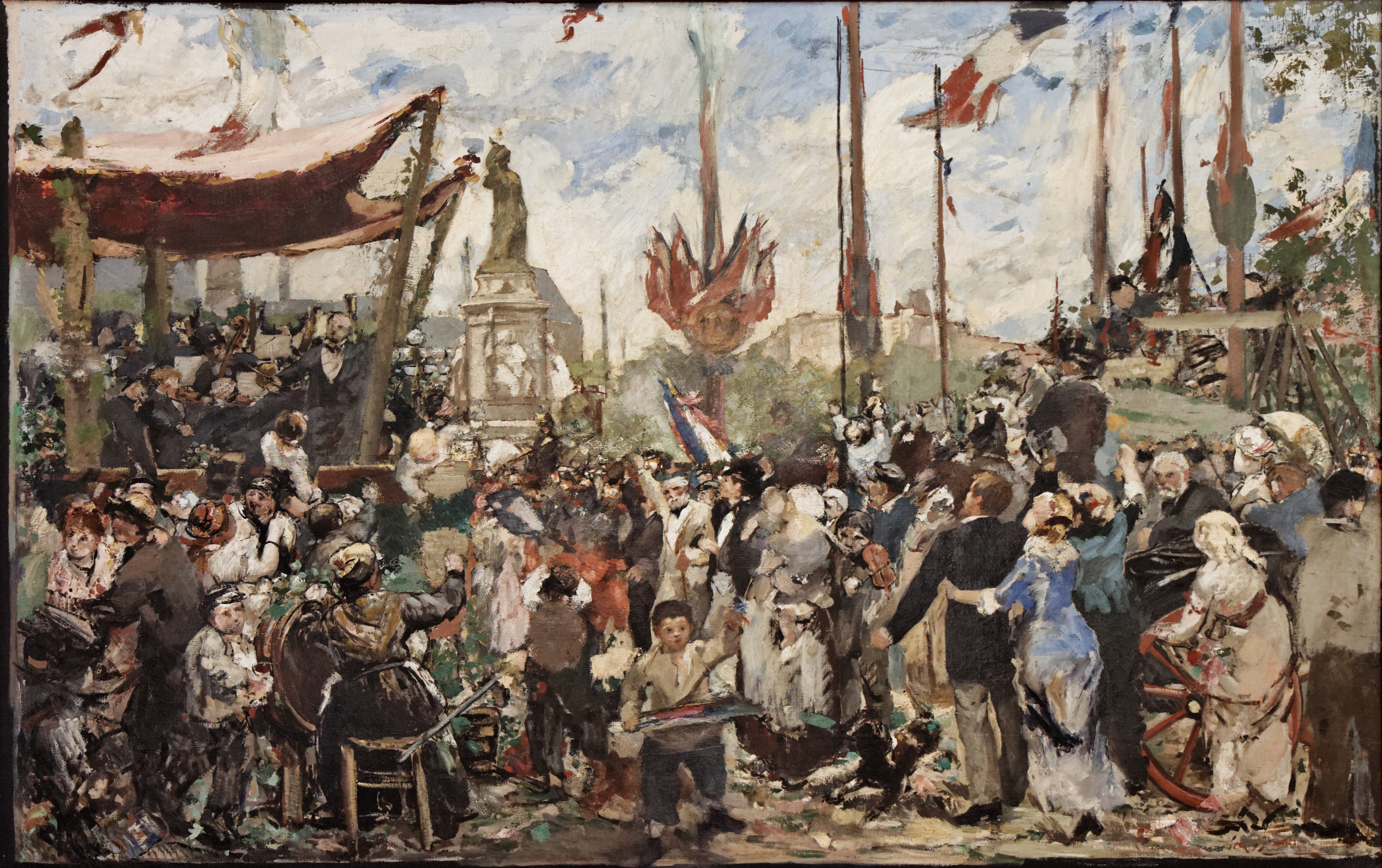
Alfred Philippe Roll, 14. Juli 1880, Einweihung des Denkmals der Republik (1882), Paris, Petit Palais

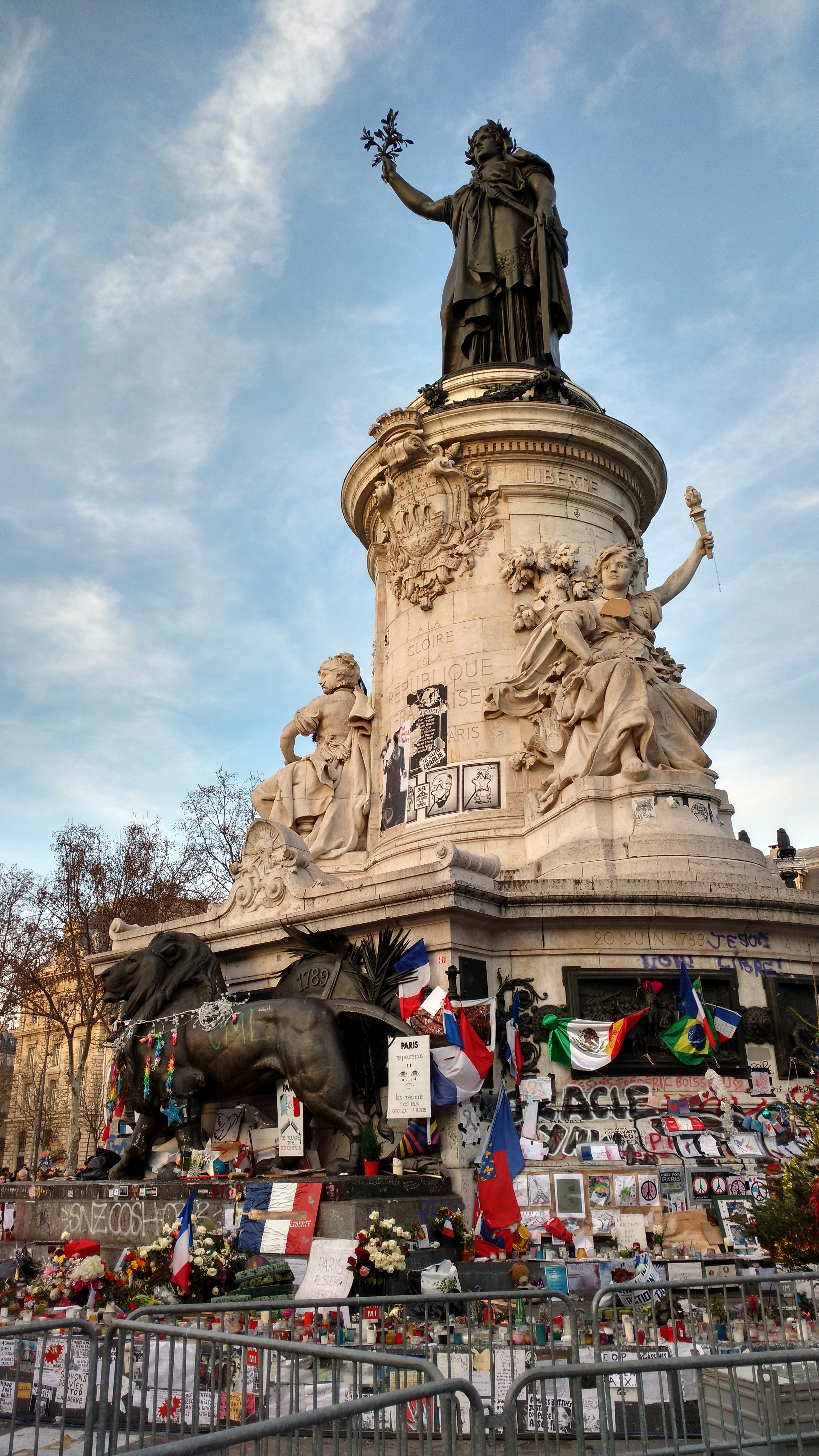
Improvisiertes Denkmal am „Monument à la République“ nach den Anschlägen im Januar 2015 in Frankreich

Vor der Eröffnung des Place de la République lag hier die Bastion Porte du Temple in der Stadtmauer Karls V. Seine heutige Form erhielt der Platz im 19. Jahrhundert, insbesondere nach der städtebaulichen Arbeit von Haussmann während des Zweiten Kaiserreichs. Im Jahr 1811 wurde er mit dem Fontaine du Château d’eau, einem Werk von Pierre-Simon Girard, geschmückt und erhielt den Namen Place du Château-d’Eau. Dieser Brunnen wurde 1875 nach La Villette (an der heutigen Place de la Fontaine-aux-Lions) verlegt und durch einen zweiten Fontaine du Château d’eau ersetzt, der größer war und von Gabriel Davioud geschaffen wurde.
Nach dem Zweiten Kaiserreich wurde 1870 die Dritte Französische Republik  ausgerufen.
1878 schlug der Gemeinderat von Paris mit der Mehrheit der Radikalen die Errichtung eines Denkmals für die Republik im Osten von Paris vor; der Auftrag wurde 1879 erteilt. Einige Jahre nach der Pariser Kommune lag die Verwaltung von Paris im Wesentlichen in der Verantwortung des Präfekten der Seine, der von der französischen Regierung ernannt wurde; der Rat von Paris versucht, seine Unabhängigkeit zu zeigen, indem er eine République fordert, die trotz des offiziellen Verbots einer solchen Darstellung mit einer phrygischen Mütze ausgestattet wird. Den Wettbewerb gewannen die Brüder Morice, Léopold für die Statuen und Charles für den Sockel. Das Projekt von Jules Dalou, der den zweiten Platz belegte, wurde dennoch von der Stadt Paris für die Schaffung eines Denkmals auf dem heutigen Place de la Nation, Le Triomphe de la République, in Auftrag gegeben. Es wurde von der Kunstgießerei Thiébaut gegossen und im Jahr 1899 eingeweiht.
Im Jahr 1889, sechs Jahre nach der Einweihung, wurde der Platz in Place de la République umbenannt. Die Statue wird dann von vier großen, 25 m hohen Bannerträgern mit Bronzesockeln umgeben. Diese wurden jedoch 1988 wieder entfernt, da bei starken Stürmen die Gefahr des Einsturzes bestand.
Bei der Sanierung des Platzes im Jahr 2013 bekam der Sockel des Denkmals ein zylindrisches Becken.
Nach den Anschlägen im Januar und November 2015 in Paris dient das Denkmal als Gedenkstätte, in der verschiedene Objekte untergebracht sind. Die während der Nuit debout und den Protesten gegen das Arbeitsgesetz angebrachten Graffiti wurden es im August 2016 entfernt.
Am 28. Januar 2021 wurde das gesamte Denkmal unter Denkmalschutz gestellt.